# Scuola di Nancy

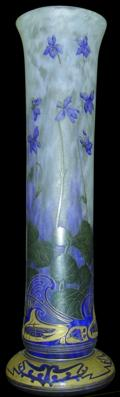
Vaso della cristalleria Daum, Nancy intorno al 1900

La scuola di Nancy fu la punta di diamante dell'Art Nouveau in Francia la cui ispirazione principale si trova nelle forme vegetali: ginkgo, ombrella, heracleum mantegazzianum, nénuphar, chardon o cucurbitaceae e animali come le libellule. Questa alleanza si basa su un'ampia ricerca che utilizza il vetro, il ferro, l'acciaio, il legno per porre l'arte nelle mani di tutti e quindi portarla nelle case.

## Obiettivi

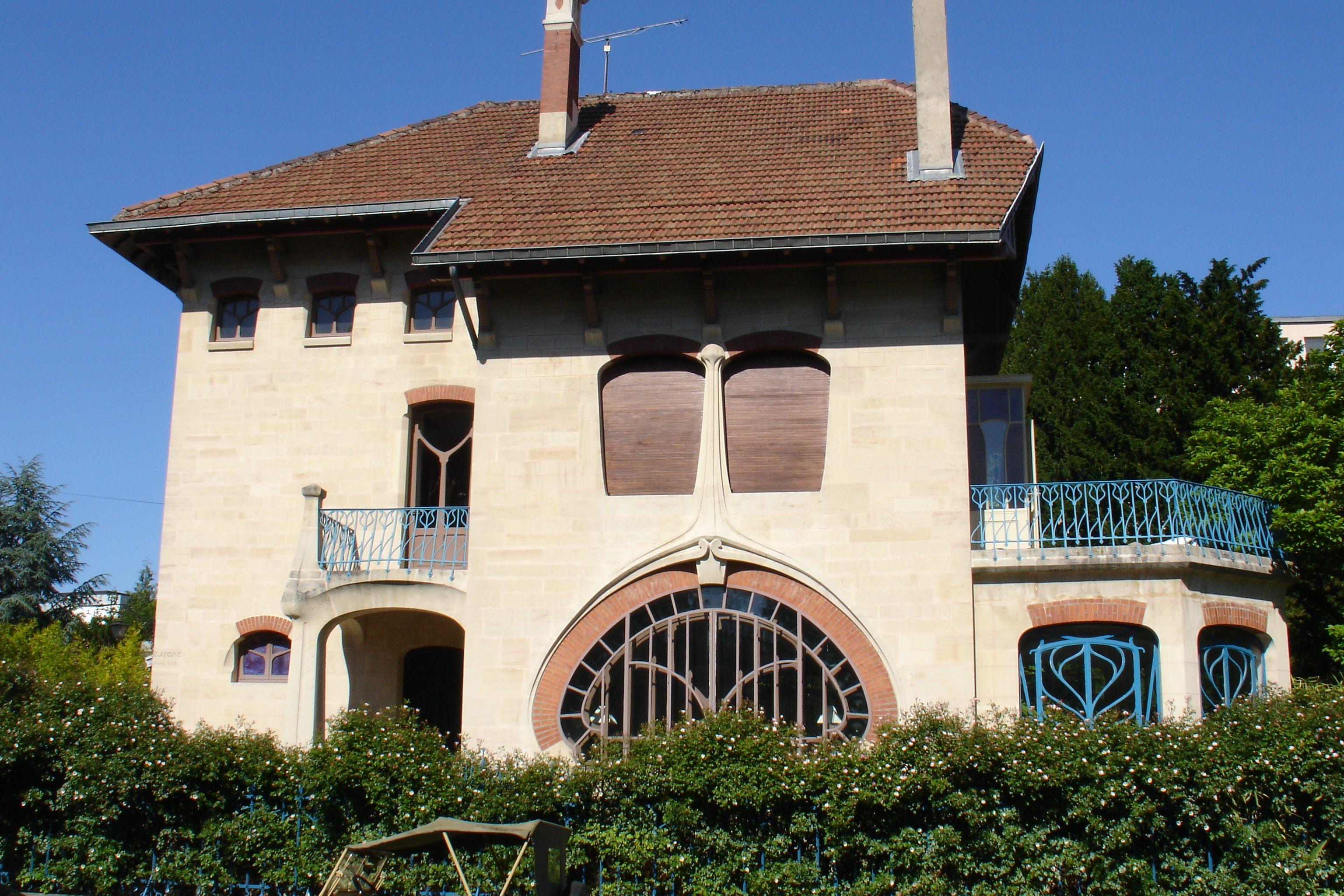
Villa Les Glycines, Saurupt

I fondatori definirono la scuola di Nancy come l'«alleanza provinciale delle industrie d'arte, una sorta di unione degli industriali d'arte e degli artisti decoratori, nello sforzo di costituire in provincia, una difesa e uno sviluppo degli interessi industriali, commerciali e dei lavoratori del paese, sfruttando l'insegnamento e la cultura per favorire lo sviluppo dell'industria dell'arte».
Il loro obiettivo era quello di irradiare la Lorena, ricca di molte industrie (acciaierie, ecc) e artigianato (cristallo, mobile, oggetti in vetro, bronzo e ceramica) filtrando il sentimento patriottico proveniente da molti immigrati provenienti da Alsazia e Mosella, regioni entrambe incorporate nell'Impero tedesco dalla fine della guerra franco-prussiana. La Scuola di Nancy voleva un'arte totale attraverso la collaborazione di tutti i mestieri (architettura, mobili e arti decorative).

### Principi
I suoi promotori si posero l'obiettivo di promuovere le arti decorative. Al crocevia di arte e industria, la scuola stava investendo i campi dell'architettura e della mobilia attraverso le più diverse tecniche.
Le fabbriche combinano la creazione di pezzi unici con produzione di massa destinata ad un pubblico il più ampio possibile.

### Discipline
I membri di questa Scuola si sono distinti in diverse discipline e in particolare nell'architettura, la vetreria e la cristalleria, ma anche nel campo del ferro battuto, dell'ebanisteria, della pittura, della tipografia, della stampa e della rilegatura d'arte. Altri settori furono anche, il ricamo (Fernand Courteix), l'incisione (André Kauffer), il disegno, la stampa e la fotografia.

### Influenze
Al centro dello stile Art nouveau, la scuola di Nancy si distinse per una riabilitazione del gotico e del rococò, il primo probabilmente un retaggio della Scuola di Metz.

La natura fu la fonte di ispirazione più importante. Si ispirava alle decorazioni floreali medievali per farne il primo soggetto di molte opere. Fu così che Émile Gallé frequentò la scuola Forestière de Nancy e collaborò con il naturalista Dominique Alexandre Godron pubblicando diversi articoli scientifici. Questa ispirazione venne facilitata dal fatto che Nancy ospitava un rinomato centro di orticoltura.
La presenza del giapponese Hokkai Takashima a Nancy, dal 1885 al 1889, ebbe un notevole impatto sui temi orientali di numerose opere.

## Storia
L'attività della École si sviluppò prevalentemente a Nancy e si impose in occasione dell'Esposizione universale di Parigi del 1889 dove Émile Gallé e Louis Majorelle videro riconosciuto il loro talento, fino al 1909 quando il movimento ebbe la sua ultima manifestazione collettiva a Nancy, nel quadro della l'Exposition internationale de l'Est de la France. In seguito, lo stile andò evolvendo lentamente costituendo uno dei principali impulsi verso l'emergere l'Art Deco francese.

### Contesto

#### L'Art nouveau
L'Art nouveau, nata in Inghilterra con il movimento Arts & Crafts, si diffuse in Europa durante il decennio 1870–1880. Raggiunse importanti città come Parigi, Bruxelles, Monaco di Baviera, Praga ... Il nuovo interesse di artisti e artigiani per la vita di tutti i giorni incontrò il favore del pubblico verso la modernità, sia nei decori urbani che all'interno delle case. Emile Gallé espose nel 1889 Esposizione universale di Parigi. Gli artisti di Nancy si rivelano alla mostra della Société nationale des beaux-arts a Parigi nel 1891 e 1893.

#### Nancy
Dopo la riannessione alla Francia nel XVIII secolo, Nancy perse molto del suo fascino e nel 1850 aveva solo 40 000 abitanti. Le costruzioni del canale Marna-Reno del 1851 e la linea ferroviaria che la collegava a Parigi e a Strasburgo nel 1856, consentirono lo sviluppo dell'industria chimica e dell'acciaio che condusse ad una rinascita della città. Delle attività tradizionali come la ceramica e la lavorazione del vetro, trovarono una rinascita.
Ma fu il Trattato di Francoforte del 1870 che fece di Nancy la capitale dell'est della Francia. L'afflusso di alsaziani e moselliani provenienti da regioni annesse alla Germania, sviluppò l'attività economica ed intellettuale oltre alla costruzione di nuovi quartieri. Art Nouveau servì come un cemento culturale per coloro che avevano trovato rifugio a Nancy.

### Fondazione della Scuola

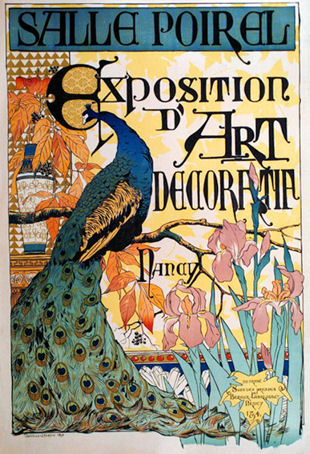
Manifesto del 1894

Nel 1894 venne organizzata una esposizione di arti decorativi e industriali della Lorena alle galeries Poirel da parte dell'architetto Charles André. 
I membri della commissione di questa manifestazione fondarono allora la Société des arts décoratifs lorrains. Era la prima volta che gli artisti di Nancy esponevano in collettiva.
Nel 1900, Émile Gallé, Louis Majorelle e gli artisti vetrai Fratelli Daum presentarono i loro lavori all'Esposizione universale di Parigi del 1900.
Nel 1901, Emile Gallé scrisse una lettera aperta, pubblicata l'11 gennaio dal quotidiano l'Étoile de l'Est e il 15 dalla rivista la Lorraine-Artiste. In questo articolo, propose di creare un consorzio per promuovere lo sviluppo di un settore d'arte in Lorena.
L’Association de l’École de Nancy o Alliance Provinciale des Industries d’Art venne creata il 13 febbraio 1901. Aveva come scopo:
- Promuovere l'influenza culturale della città di Nancy;
- Trovare temi pratici e specifici per unire le produzioni dei membri pur preservando la loro indipendenza;
- Valorizzare le industrie artistiche, creando una scuola, un museo, delle esposizioni...

Raggruppava artisti e artigiani ma anche imprenditori, giornalisti e amanti dell'arte.
Nel 1902, a causa di problemi economici, soltanto Majorelle e Daum poterono partecipare all'Exposition des Arts Décoratifs di Torino.
Nel 1903, l'École espose al padiglione di Marsan, nel palazzo del Louvre, all'iniziativa dell'Union centrale des arts décoratifs.
Una nuova esposizione venne organizzata alle galeries Poirel nel 1904.

### Declino
Gallé morì il 23 settembre 1904 e Victor Prouvé lo sostituì alla direzione dell'associazione.
Nel 1909 venne organizzata a Nancy, l'Exposition internationale de l'Est de la France. Gli artisti della scuola di Nancy, raggruppati in un padiglione del parc Sainte-Marie, esposero assieme per l'ultima volta.

### Marginalizzazione
La prima guerra mondiale vide lo sviluppo dell'Art Deco con Daum, Grüber e Majorelle, che marginalizzò l'Art nouveau. Come nel resto d'Europa, lo stile fu disprezzato fino agli anni 1980.
Nel 1964 venne inaugurato il museo de l'École de Nancy.
Negli anni 1970, a seguito di operazioni di pianificazione urbana, come l'area della Nancy-Ville, portarono alla distruzione di molti edifici dell'epoca. La vetreria Jacques Grüber, che si trova nell'attuale edificio Crédit Lyonnais, fu minacciata di distruzione nel 1976. Venne salvata dal servizio dei monumenti storici.

### Riscoperta
Nel 1999, si celebra l'anno della École de Nancy. Questo anniversario è stato l'occasione per restaurare ed esporre le opere che erano precedentemente conservate nei magazzini del museo. Tra il 1998 e il 2000 è stata eseguita un'operazione di restauro di quasi 350 opere di architettura.
Al giorno d'oggi, le opere della scuola di Nancy partecipano all'identità della città e costituiscono un veicolo di comunicazione.

## Membri del movimento
Membri del comitato direttivo Émile Gallé, Victor Prouvé, Louis Majorelle, Antonin Daum e Eugène Vallin;
altri Charles André, Émile André, Henri Bergé, Oscar Berger-Levrault, Albert Bergeret, Charles-Désiré Bourgon, Ernest Bussière, Paul Charbonnier, Alfred Finot, Émile Friant, Charles Fridrich, Camille Gauthier, Émile Goutière-Vernolle, Jacques Grüber, Louis Guingot, Henry Gutton, Herborn, Louis Hestaux, André Kauffer, Jules Larcher, Lombard, Henri Morot, Émile Nicolas, Henri-Paul Royer, Save, Schwartz, Paul Souriau, Steinheil, Thiria, Lucien Weissenburger, Lucien Wiener, Hokkai Takashima.

## Opere maggiori
Simboli di progresso, come il ferro e l'acciaio, diedero all'Art Nouveau, i mezzi tecnici necessari al rinnovamento delle forme, come desiderato da Viollet-le-Duc. Tutte le realizzazioni architettoniche di Nancy agli inizi del 1900 mostravano la grande diversità dei materiali impiegati. Pietra Euville, arenaria, gres, ceramica, mattoni, legno, vetro, e ferro, naturalmente, erano a disposizione degli architetti e designer. Il metallo, tuttavia, aveva un posto speciale: era più in grado di adattarsi sia alla struttura che al decoro architettonico. La sua natura ambivalente gli permetteva di trascendere l'antagonismo tra i due sistemi, facendo una sintesi armoniosa.
Su 250 edifici inventariati dal ministero della cultura, circa cinquanta sono protetti come monumenti storici, in particolare: 
- la villa Majorelle;
- il quartiere di Saurupt e le sue ville;
- la brasserie Excelsior;
- la chambre de commerce et d'industrie de Meurthe-et-Moselle;
- il musée de l'École de Nancy che espone la ricca collezione donata da Eugène Corbin, principale mecenate del movimento;
- il musée des beaux-arts de Nancy presenta una ricca collezione di cristalleria di Daum;
- la maison Chardot, contornata da altre dimore in stile Art nouveau.

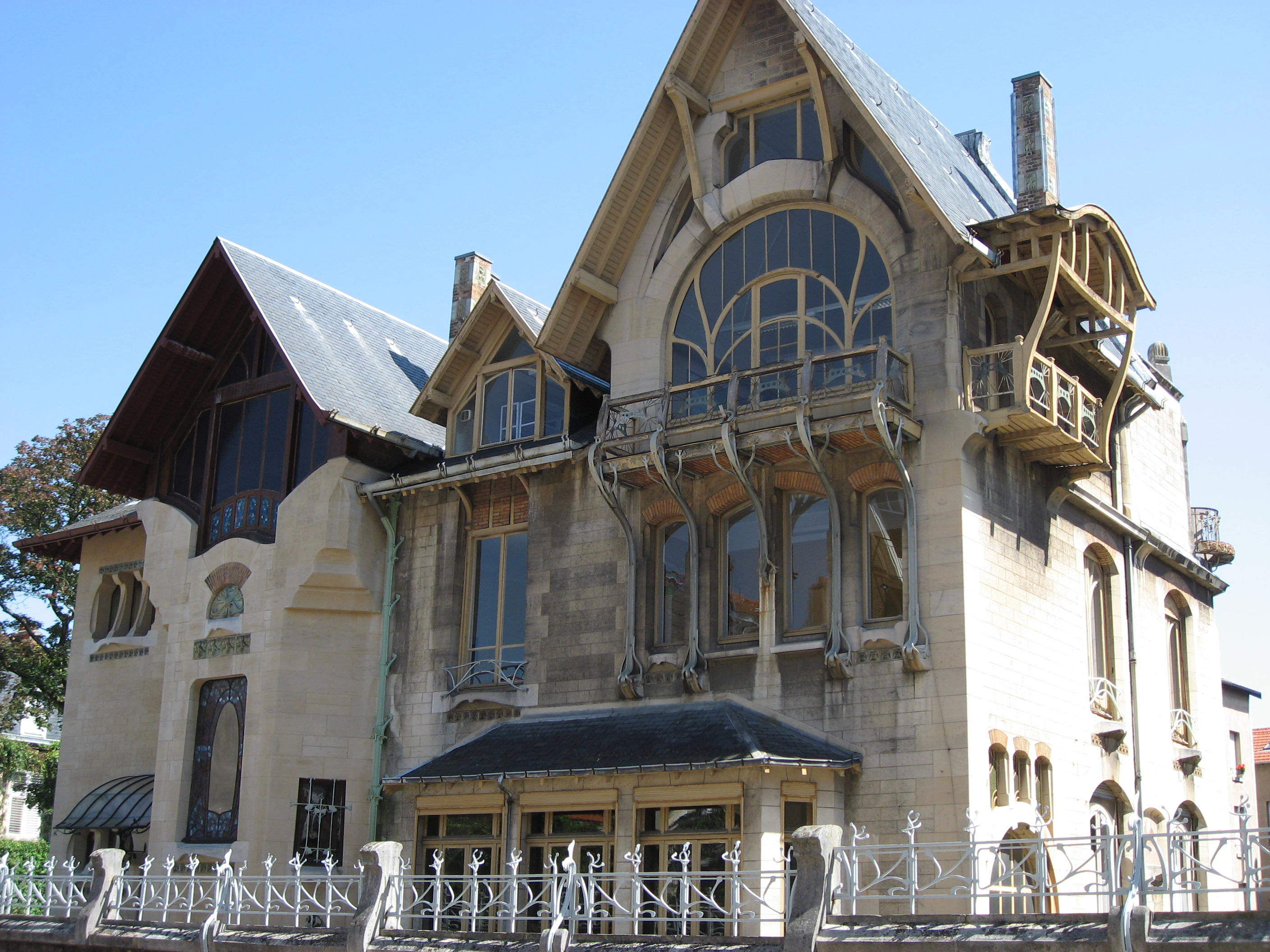
La villa Majorelle.
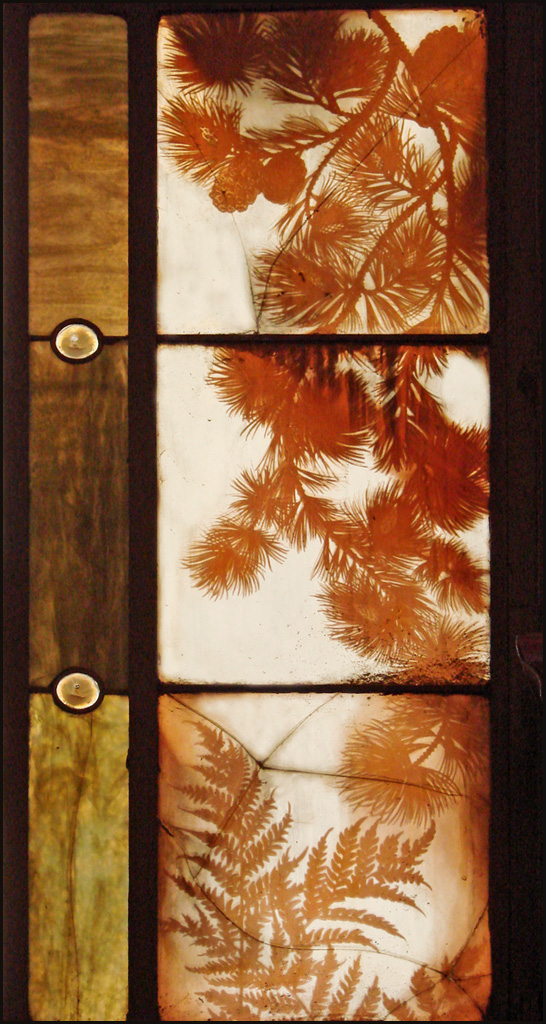
Vetrata della brasserie Excelsior.
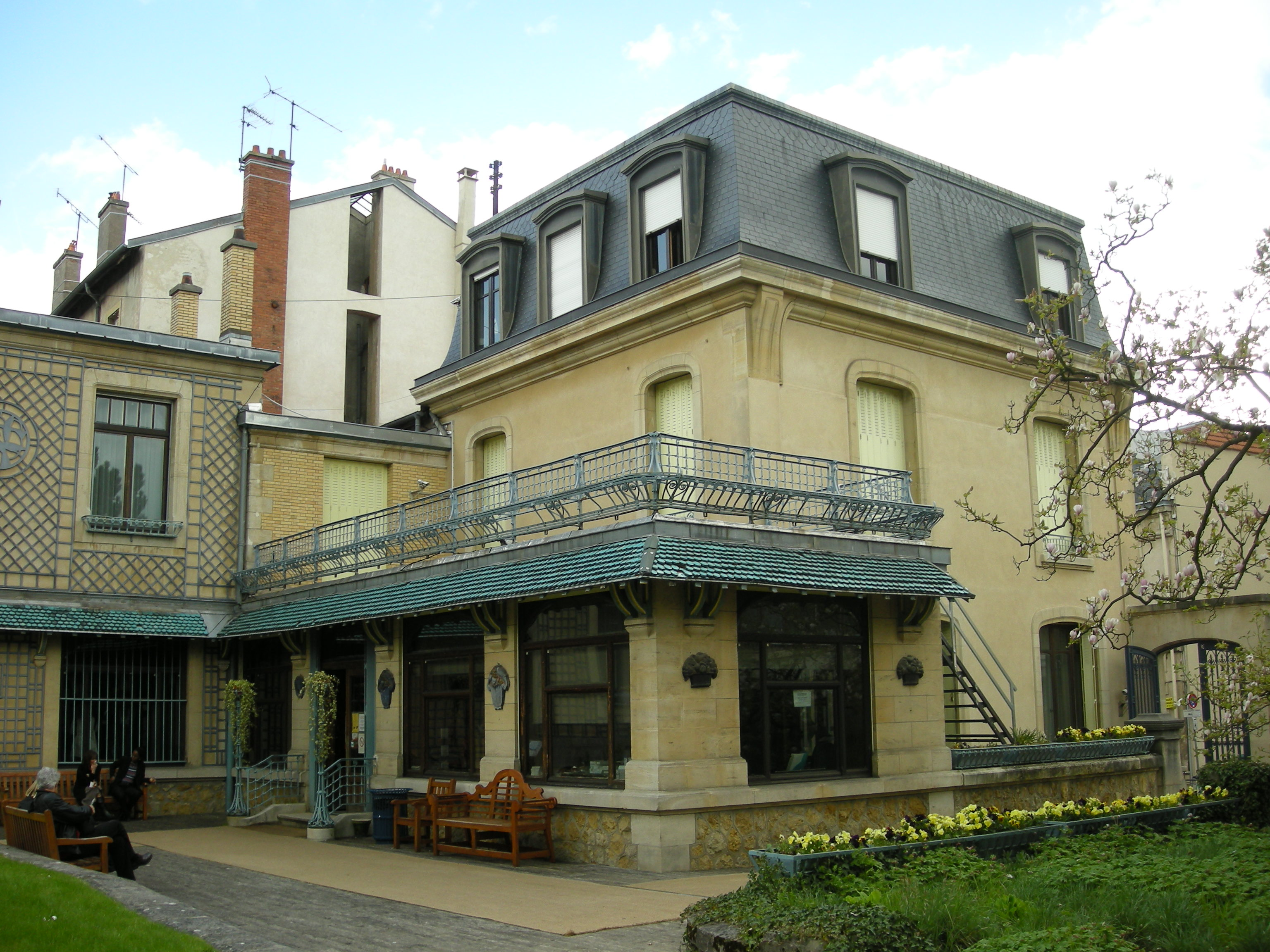
Il musée de l'École de Nancy.
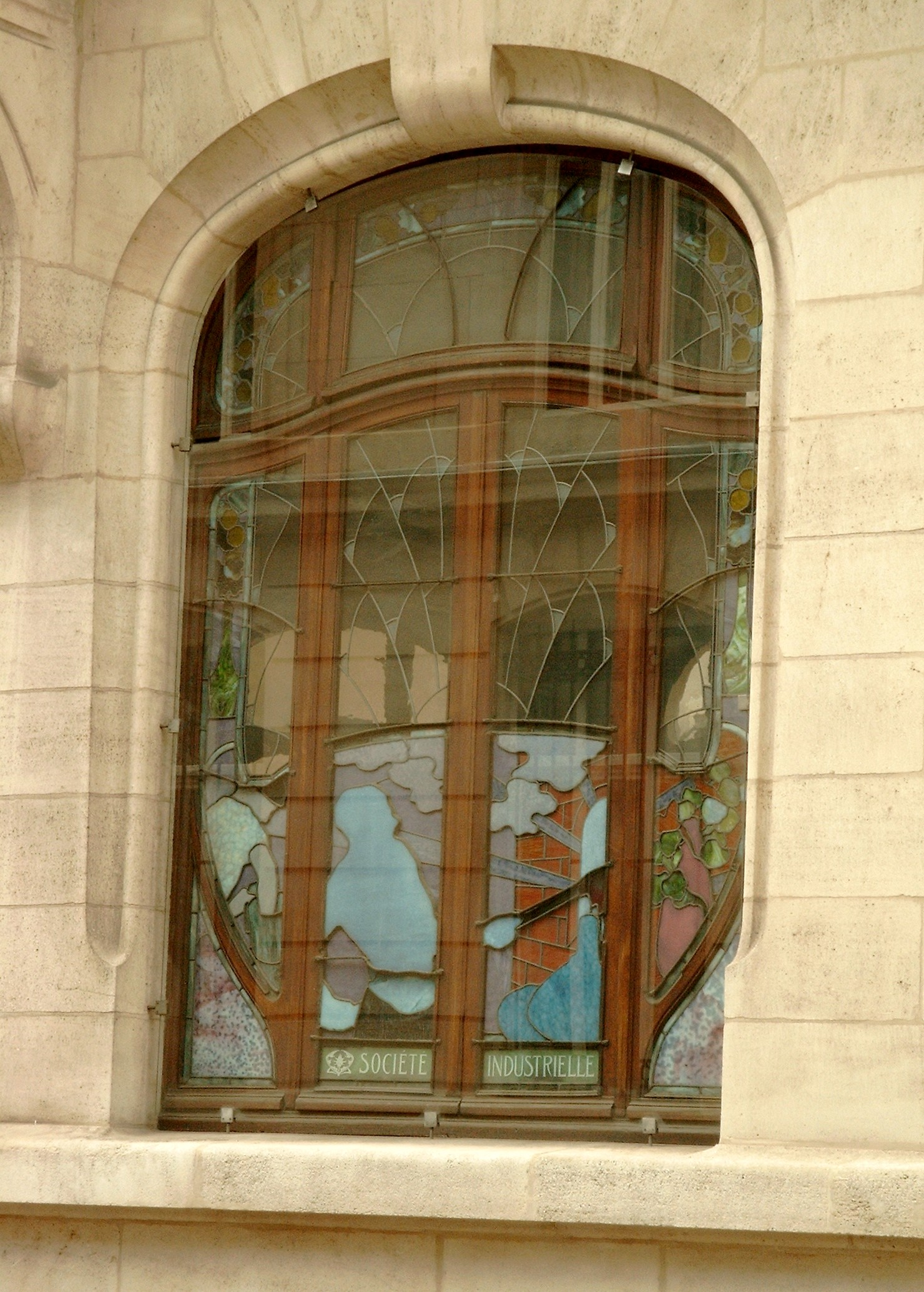
Vetrata della chambre de commerce et d'industrie de Meurthe-et-Moselle.
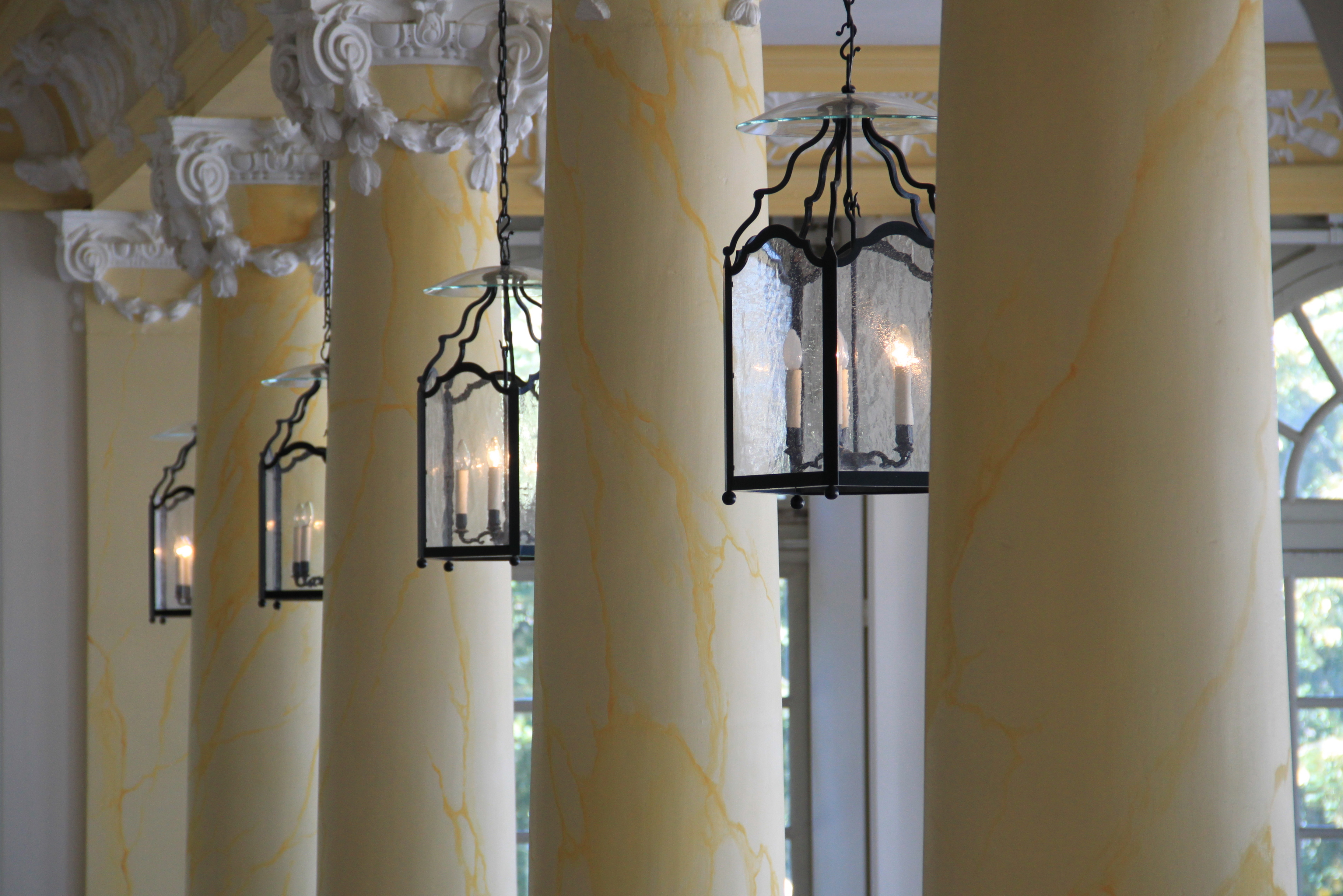
Colonne dell'ingresso al musée des beaux-arts de Nancy.